# Moja piękna grubaska
Moja piękna grubaska (Mi gorda bella) – wenezuelska telenowela z 2002 roku. Historia opowiada o miłości Valentiny – tytułowej grubaski i Orestesa. Nadmiar kilogramów nie przeszkadza dziewczynie w zdobyciu serca mężczyzny, który nie powinien być jej. W wyniku wielu intryg Valentina opuszcza ukochanego i wyjeżdża do ciotki, gdzie dowiaduje się, że była truta, w wyniku czego zmienia się diametralnie nie tylko z charakteru, ale również z wyglądu. Postanawia wrócić jako Bella i odegrać się na całej rodzinie Villanueva, a w szczególności na Orestesie.

## Obsada
- Natalia Streignard – Valentina Villanueva Lanz / Bella de la Rosa Montiel
- Juan Pablo Raba – Orestes Villanueva Mercouri
- Hilda Abrahamz – Olimpia Mercouri de Villanueva
- Emma Rabbe – Tza Tza Lanz
- Norkys Batista – Chicqueinkira Lorenz
- Aileen Celeste – Ariadna Villanueva
- Marianela González – Pandora Villanueva
- Flavio Caballero – Juan Angel Villanueva
- Jeronimo Gil – Franklin Carreño
- Luciano D’Alessandro – Roman Fonseca
- Belen Marrero – Camelia Rivero de Lorenz "Muñeca"
- Felix Loreto – Lorenzo Lorenz
- Carlos Felipe Alvarez – Aquiles Villanueva Mercouri
- Prakriti Maduro – Ninfa
- Marcos Moreno – Roque Julia
- Ana Beatriz Osorio – Beatriz Carreño
- Hugo Vásquez – Jordi Rosales
- Mayra Africano – Nereida
- Daniel Alvarado – Jose Manuel Sevilla
- Eric Noriega – Benigno Matiz
- Abelardo Behna – Alejandro Silva